# Steve Bull
Steve Bull (Tipton, 28 marzo 1965) è un allenatore di calcio ed ex calciatore britannico, di ruolo attaccante.
Ha legato la maggior parte della propria carriera al Wolverhampton, di cui è il maggior cannoniere con 306 gol segnati in 561 partite disputate nei 13 anni trascorsi nel club inglese.
Con la nazionale inglese ha partecipato al Mondiale 1990, nel quale ha giocato 4 partite.

## Biografia
È cugino dell'ex calciatore Gary Bull, nato a West Bromwich, che ha giocato per club tra cui Barnet,Nottingham Forest e Birmingham City.

## Carriera

### Giocatore

#### Club
Dopo che lasciò la Willingsworth High School, si unì come attaccante al club amatoriale locale Tipton Town: nel 1981. Il suo primo club degno di nota è stato il West Bromwich Albion, che ha lasciato per il Wolverhampton Wanderers nel 1986 per £ 65.000.
Durante la sua permanenza di tredici anni al Wolverhampton, durata fino al 1999, è diventato uno dei giocatori di maggior successo del club e ha stabilito numerosi record interni. Ciò includeva i suoi 306 gol, di cui 250 in partite di campionato. Ciò gli ha valso uno status leggendario con i tifosi, che è stato espresso nella tribuna intitolata a Bull nel suo stadio Molineux di casa.
Ha fatto il suo debutto con i "Wolves" il 22 novembre 1986 e apparirà in un totale di 561 partite, di cui 464 nel campionato inglese. Si è poi trasferito all'Hereford United per dodici partite con breve preavviso, sotto la supervisione del suo ex allenatore Graham Turner.
Nella stagione 1987/88 segnò 52 gol per il suo club di allora di quarta categoria e lo portò alla promozione come campione della Fourth Division. Inoltre, il Wolverhampton è stata l'unica squadra insieme al Burnley FC a vincere il torneo in tutti e quattro i livelli del campionato professionistico in Inghilterra. L'anno successivo, il campionato della Third Division li vide passare immediatamente alla Second Division e Bull aumentò nuovamente il suo numero di gol a 52, segnando così 105 impareggiabili gol in due stagioni. Sebbene attivo solo nella Third Division, fu comunque convocato nella nazionale inglese, dove giocò contro la Scozia all'Hampden Park dove fece il suo primo ingresso nella squadra nazionale.
Bull ha avuto una buona prestazione anche nella Second Division ed è rimasto fedele al suo club, nonostante abbia ricevuto offerte dai club di massima divisione Aston Villa, Coventry City, Newcastle United e persino dai giganti italiani della Juventus, sottolineando che voleva principalmente che i Wolves tornassero a guidare la massima serie inglese.

#### Nazionale
Bull ha giocato tredici volte per la nazionale inglese, segnando quattro gol tra il 1989 e il 1990. Guidato dall'allenatore della nazionale Bobby Robson, ha esordito il 27 maggio 1989 nell'amichevole in trasferta contro la Scozia (0-2) a Glasgow, dove ha segnato il secondo gol da sostituto. È entrato al posto di John Fashanu dopo 31 minuti in quella partita. Bull ha gareggiato con l'Inghilterra nella Coppa del Mondo FIFA 1990, dove la squadra si è arenata in semifinale dopo aver perso (ai rigori) contro la Germania Ovest in seguito vincitrice.

### Allenatore
Nel 2000 è stato allenatore dell'Hereford United. Ha lavorato con questa squadra per un anno. Nel 2008 torna in panchina come allenatore della squadra degli Stafford Rangers. Da allora non ha allenato nessuna squadra di calcio.

## Statistiche

### Presenze e reti nei club
| Stagione             | Squadra              | Campionato           | Campionato | Campionato | Coppe nazionali | Coppe nazionali | Coppe nazionali | Coppe continentali | Coppe continentali | Coppe continentali | Altre coppe | Altre coppe | Altre coppe | Totale | Totale |
| Stagione             | Squadra              | Comp                 | Pres       | Reti       | Comp            | Pres            | Reti            | Comp               | Pres               | Reti               | Comp        | Pres        | Reti        | Pres   | Reti   |
| -------------------- | -------------------- | -------------------- | ---------- | ---------- | --------------- | --------------- | --------------- | ------------------ | ------------------ | ------------------ | ----------- | ----------- | ----------- | ------ | ------ |
| 1984-1985            | Tipton Town          | WML                  | 20         | 17         | FACup+CdL       | -               | -               | -                  | -                  | -                  |             | -           | -           | 20     | 17     |
| 1985-1986            | West Bromwich        | FD                   | 1          | 0          | FACup+CdL       | 0+0             | 0               | -                  | -                  | -                  | FmCup       | 2           | 0           | 3      | 0      |
| ago.-nov. 1986       | West Bromwich        | SD                   | 3          | 2          | FACup+CdL       | 0+2             | 1               | -                  | -                  | -                  | FmCup       | 1           | 0           | 6      | 3      |
| Totale West Bromwich | Totale West Bromwich | Totale West Bromwich | 4          | 2          |                 | 2               | 1               |                    | -                  | -                  |             | 3           | 0           | 9      | 3      |
| nov. 1986-1987       | Wolverhampton        | FoD                  | 30+4       | 15+0       | FACup+CdL       | 0+0             | 0               | -                  | -                  | -                  | FLT         | 3           | 4           | 37     | 19     |
| 1987-1988            | Wolverhampton        | FoD                  | 44         | 34         | FACup+CdL       | 2+4             | 3+3             | -                  | -                  | -                  | FLT         | 8           | 12          | 58     | 52     |
| 1988-1989            | Wolverhampton        | TD                   | 45         | 37         | FACup+CdL       | 1+2             | 0+2             | -                  | -                  | -                  | FLT         | 7           | 11          | 55     | 50     |
| 1989-1990            | Wolverhampton        | SD                   | 42         | 24         | FACup+CdL       | 1+4             | 1+2             | -                  | -                  | -                  | FmCup       | 1           | 0           | 48     | 27     |
| 1990-1991            | Wolverhampton        | SD                   | 43         | 26         | FACup+CdL       | 1+2             | 0               | -                  | -                  | -                  | FmCup       | 2           | 1           | 48     | 27     |
| 1991-1992            | Wolverhampton        | SD                   | 43         | 20         | FACup+CdL       | 1+2             | 0+3             | -                  | -                  | -                  | FmCup       | 1           | 0           | 47     | 23     |
| 1992-1993            | Wolverhampton        | FD                   | 36         | 16         | FACup+CdL       | 2+2             | 1+1             | AI                 | 2                  | 1                  | -           | -           | -           | 42     | 19     |
| 1993-1994            | Wolverhampton        | FD                   | 27         | 14         | FACup+CdL       | 2+0             | 0               | AI                 | 1                  | 1                  | -           | -           | -           | 30     | 15     |
| 1994-1995            | Wolverhampton        | FD                   | 31+2       | 16+1       | FACup+CdL       | 2+3             | 0+2             | AI                 | 1                  | 0                  | -           | -           | -           | 39     | 19     |
| 1995-1996            | Wolverhampton        | FD                   | 44         | 15         | FACup+CdL       | 4+5             | 2+0             | -                  | -                  | -                  | -           | -           | -           | 53     | 17     |
| 1996-1997            | Wolverhampton        | FD                   | 43+2       | 23+0       | FACup+CdL       | 1+2             | 0               | -                  | -                  | -                  | -           | -           | -           | 48     | 23     |
| 1997-1998            | Wolverhampton        | FD                   | 31         | 7          | FACup+CdL       | 3+5             | 0+2             | -                  | -                  | -                  | -           | -           | -           | 39     | 9      |
| 1998-1999            | Wolverhampton        | FD                   | 15         | 3          | FACup+CdL       | 0+2             | 3               | -                  | -                  | -                  | -           | -           | -           | 17     | 6      |
| Totale Wolverhampton | Totale Wolverhampton | Totale Wolverhampton | 474+8      | 250+1      |                 | 53              | 25              |                    | 4                  | 2                  |             | 22          | 26          | 561    | 306    |
| 2000-2001            | Hereford Utd         | CL                   | 6          | 2          | FACup           | 0               | 0               | -                  | -                  | -                  | FAT         | 1           | 0           | 7      | 2      |
| Totale carriera      | Totale carriera      | Totale carriera      | 512        | 272        |                 | 55              | 26              |                    | 4                  | 2                  |             | 26          | 26          | 597    | 326    |

## Palmarès

### Club

#### Competizioni nazionali
- Third Division: 1

Wolverhampton: 1988-1989
- Campionato inglese di quarta divisione: 1

Wolverhampton: 1987-1988
- Football League Trophy: 1

Wolverhampton: 1987-1988

### Individuale
- Capocannoniere della Fourth Division: 1

1987-1988 (34 reti)
- Capocannoniere della Third Division: 1

1988-1989 (37 reti)